# Sebastian Fagerlund
Sebastian Fagerlund (6 de diciembre de 1972, Pargas, Finlandia) es un compositor finlandés.

## Obra
Con influencias orientales y del heavy metal es definido como posmodernista e impresionista, crea paisajes sonoros que pueden definirse como imágenes extáticas de la naturaleza o de la mente.
Ha compuesto obras de cámara, obras para orquesta y en 2017 estrenó la ópera Sonata de otoño(en sueco: Höstsonaten) basada en la película de Ingmar Bergman protagonizada por la mezzosoprano sueca Anne Sofie von Otter.
Junto al clarinetista Christoffer Sundqvist, es director artístico del Festival Rusk. 
Fagerlund fue compositor en residencia en el Royal Concertgebouw de Ámsterdam y en 2018 en el Aspen Music Festival.

## Premios
- 2010 – Nominado para el Nordic Music Prize
- 2010 – Record of the Year Award of the Yle por Döbeln
- 2011 – Emma Award por Isola
- 2011 – Teosto Prize por Ignite
- 2016 – Nordic Council Music Prize por Mana
- 2018 - International Opera Awards 2018 por Sonata de Otoño[4]

## Discografía
- 2018 – Höstsonaten, Anne Sofie von Otter, Erika Sunnegårdh, Helena Juntunen, John Storgårds, BIS-2357
- 2018 – Stonework, Drifts, Transit - Guitar Concerto, Ismo Eskelinen, guitar, Finnish Radio Symphony Orchestra, cond. Hannu Lintu, BIS-2295
- 2016 – Mana - Bassoon Concerto, Woodlands, Okko Kamu, BIS-2206
- 2015 – Darkness in Light - Violin Concerto, Ignite, Pekka Kuusisto, violin, BIS-2093.
- 2011 – Clarinet Concerto, Partita, Isola, Gothenburg Symphony Orchestra, Slobodeniouk, BIS-SACD-1707.
- 2010 – Döbeln, West Coast Kokkola Opera, cond. Sakari Oramo, BIS-SACD-1780.
- 2010 – Short Stories, The Academic Saxophone Quartet, OPTCD-10007-8.
- 2010 – Licht im Licht, Risto-Matti Marin, ABCD 305.
- 2009 – Imaginary Landscapes, Turku Ensemble, JJVCD-69.
- 2007 – Northern Lights, Anu Komsi, soprano, Pia Värri, piano, ABCD 231.
- 2003 – Imaginary Landscape, Uusinta Chamber Ensemble, UUCD 101.
- 2002 – Sinnlighetens fest, Polytech Choir, Juha Kuivanen, PKCD 19.
- 2001 – Ground, Olli-Pekka Tuomisalo, Risto-Matti Marin, OPTCD-01003-4.
- 2000 – Emanations, Turku Conservatoire Orchestra, Christoffer Sundqvist,